# Císařské lázně (Teplice)
Císařské lázně jsou jednou z nejstarších lázeňských budov severočeského města Teplice. Své jméno mají díky léčebnému pobytu dvou císařů. Lázně i dnes poskytují lázeňské služby. Sídlíla zde Klinika CLT - do roku 2020.

## Historie
Budova v původní podobě byla postavena v roce 1845. V letech 1870 až 1872 byla podle plánu stavitele Ing. Adolfa Siegmunda budova zcela přestavěna v novorenesančním slohu. Další důležitou přestavbu prodělala v letech 1912 až 1914.

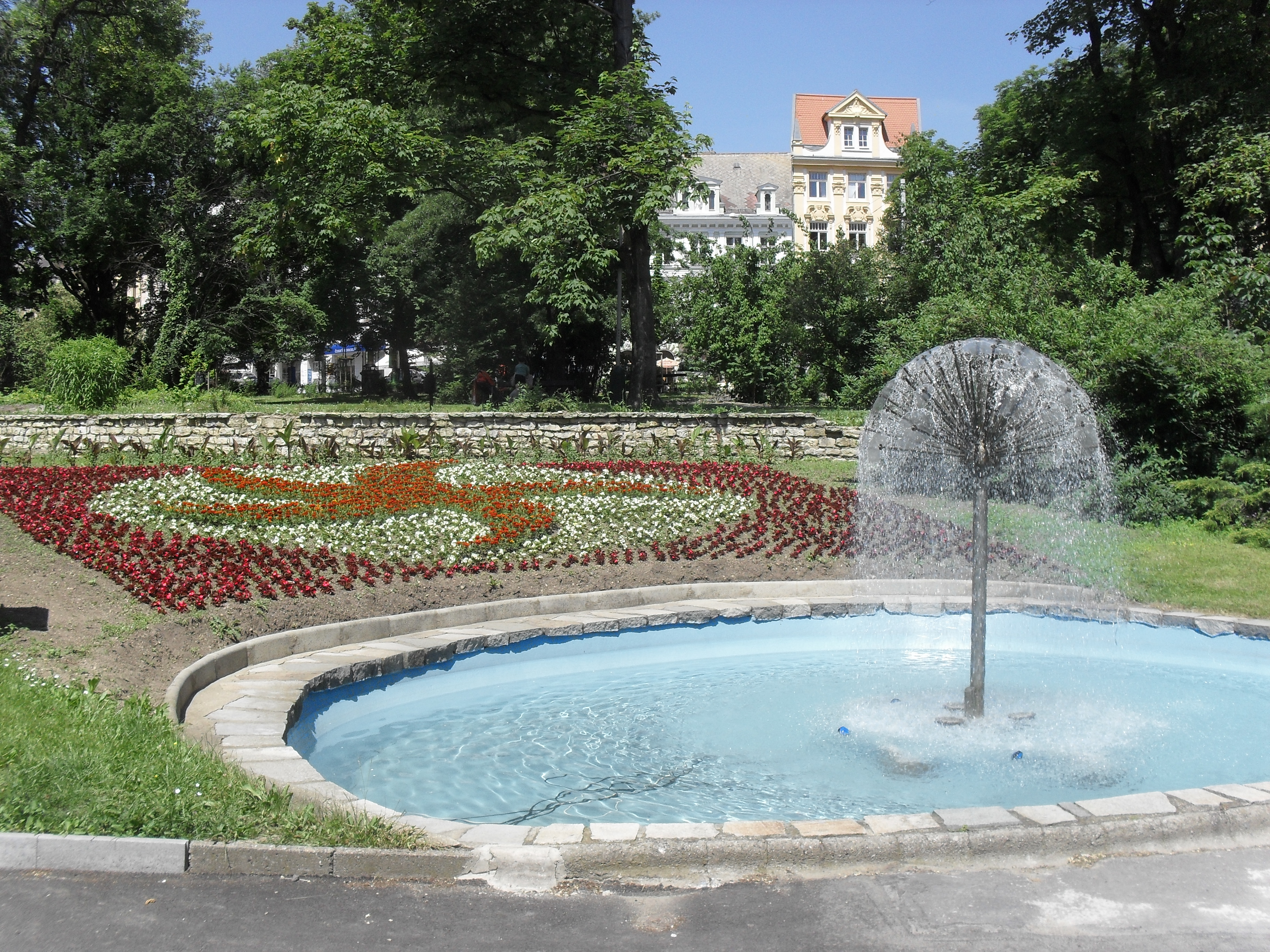
Fontána a květena u lázní.

Zdejší lázně navštívili jako pacienti německý císař Vilém I. a rakouský císař František Josef.

## Nabízené služby
Ve zdejších lázních se léčí poúrazové stavy po ortopedických operacích, cévní a další choroby. Nabízí se zde termální i bahenní koupele, elektroléčba a mnoho dalších lázeňských procedur.
V lázních je bazén a sauna, fungovala zde Klinika CLT (do roku 2020). K dispozici je 114 lůžek a kavárna.

## Umístění

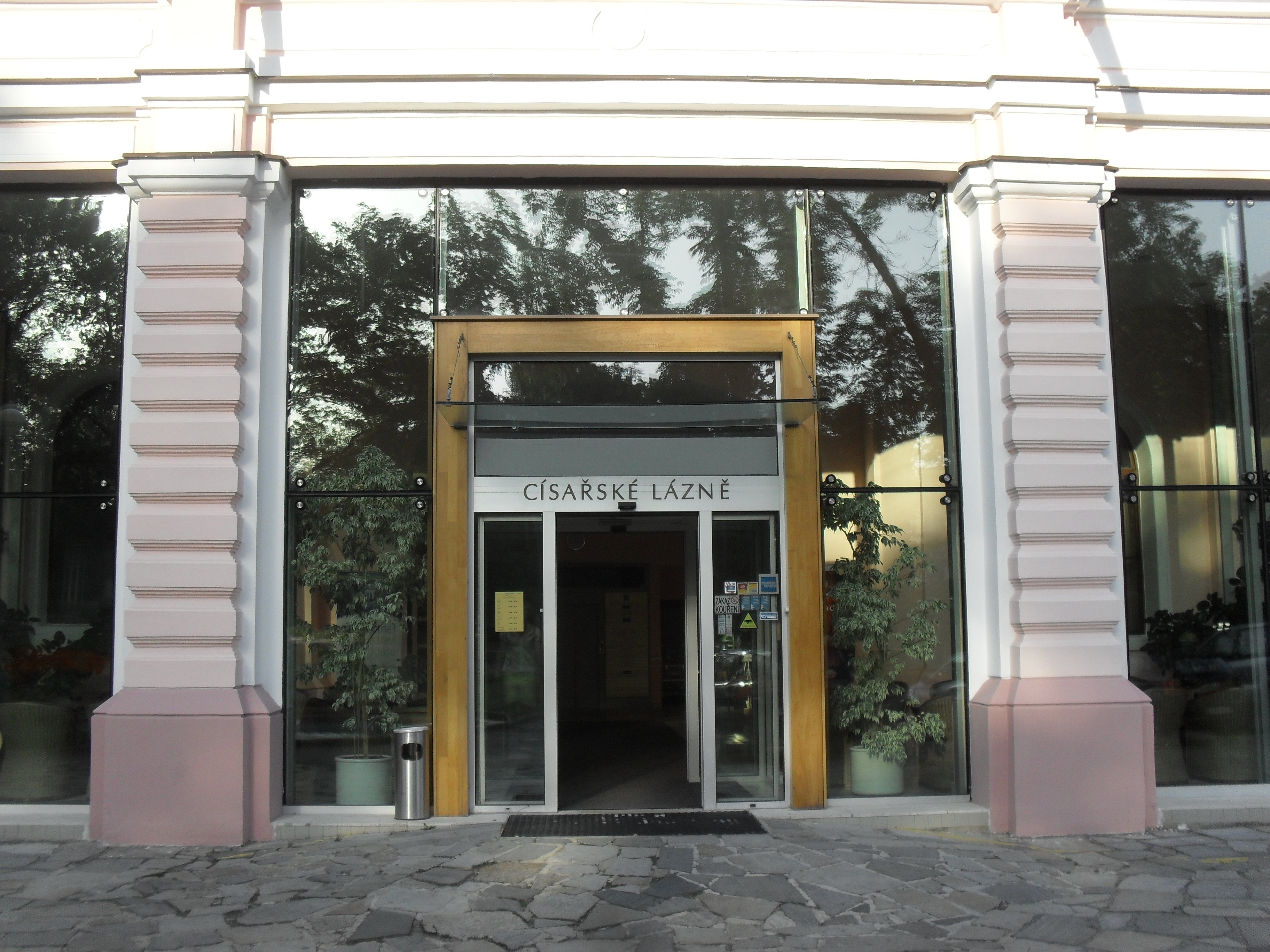
Vchod od parku.

Lázeňská budova má úřední adresu Laubeho náměstí 227/2, 41501 Teplice. Z druhé strany lázní je Lázeňský park s Kolostůjovou kašnou, po bocích budovy jsou ulice Rooseveltova a U Císařských lázní.
Z obou stran lázní jsou vedeny linky MHD, na Laubeho náměstí mají svou zastávku. Kdysi zde jezdily tramvaje.
Lázeňská budova je státem chráněná kulturní památka (č. 43446/5-2496), v seznamu vedena od 3. 5. 1958.